# CBD・アンド・サウスイースト・ライトレール
CBD・アンド・サウスイースト・ライトレール（英語: CBD & South East Light Rail）は、オーストラリアのシドニーに存在するライトレール（路面電車）。シドニー中心業務地区（CBD）と郊外を結ぶ路線で、2019年に最初の区間が開通した。2020年現在は同路線のために設立されたコンソーシアム「アルトラック・ライトレール（ALTRAC Light Rail）」が列車の運行や保守を担当している。

## 開通までの経緯
オーストラリアの大都市・シドニーでは、今後の持続可能な開発を進める一環として、道路の混雑解消や効率の良い輸送手段の確保を目的にライトレールの整備が行われている。その一環として、シドニーの中央業務地区、通称「CBD」や南東部に広がる郊外地域の間を結び、両地域の利便性を高める路線として計画が行われたのがCBD・アンド・サウスイースト・ライトレールである。1998年時点で既に計画は存在していたが、本格的にプロジェクトが始動したのは2014年、ニューサウスウェールズ政府からの承認を得て以降となり、同年10月に後述するライトレールの建設や運営に携わる民間のコンソーシアムとの間に契約が交わされた後、2015年10月から建設が始まった。
当初の予定では2018年までに工事の全工程が終了する事になっていたが、地下ケーブルの移設を始めとした工事の遅れから計画は延期を繰り返し、2018年にはコンソーシアムを構成する企業とニューサウスウェールズ州政府との間に建設費用を巡る訴訟が勃発するにまで至った。その後、2019年に政府とコンソーシアムとの間に請求の取り下げや追加予算・資本の投入を始めとした和解が交わされ、その中で建設中の路線の開通予定も明確に定められる事となった。そして、「L2号線」と名付けられたサーキュラー・キー（Circular Quay）とランドウィック（Randwick）を結ぶ路線が2019年12月14日に、「L3号線」と呼ばれる系統が通るムーアパークとジュニア・キングスフォード（ Juniors Kingsford）を結ぶ支線が翌2020年4月3日に開通し、CBD・アンド・サウスイースト・ライトレールの全線が完成した。

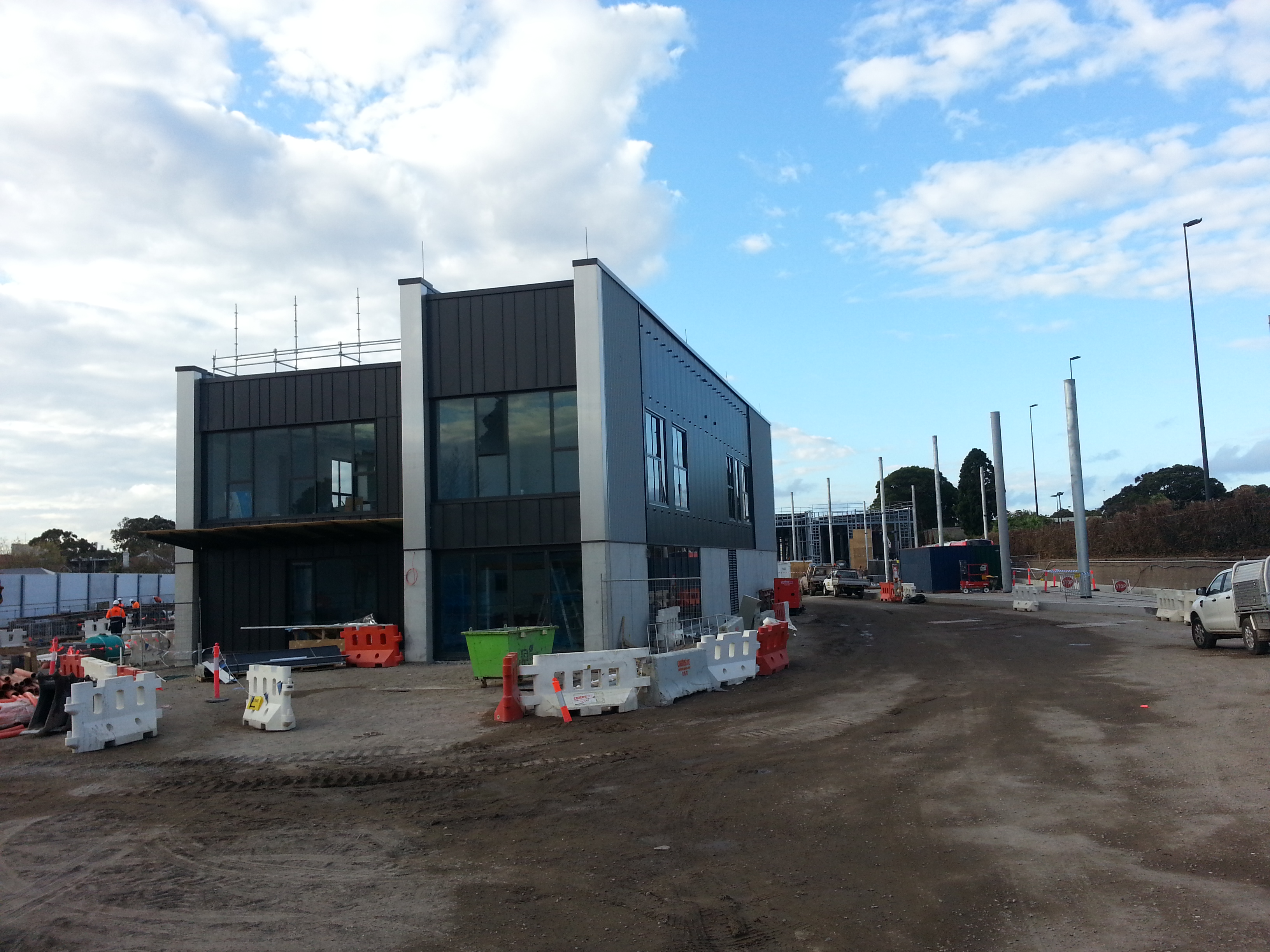
建設中の車庫（2017年撮影）
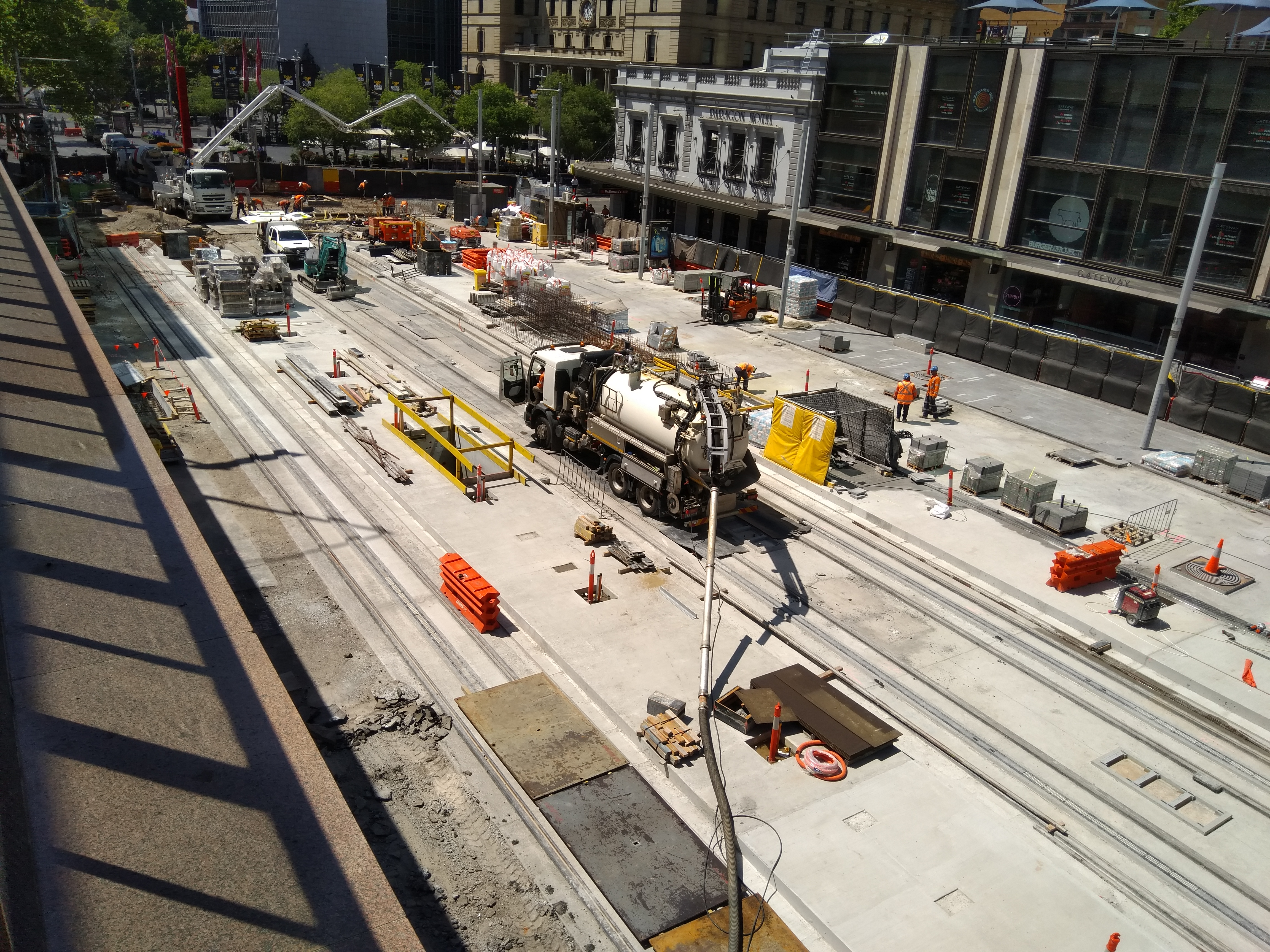
建設中のサーキュラー・キー電停（2018年撮影）
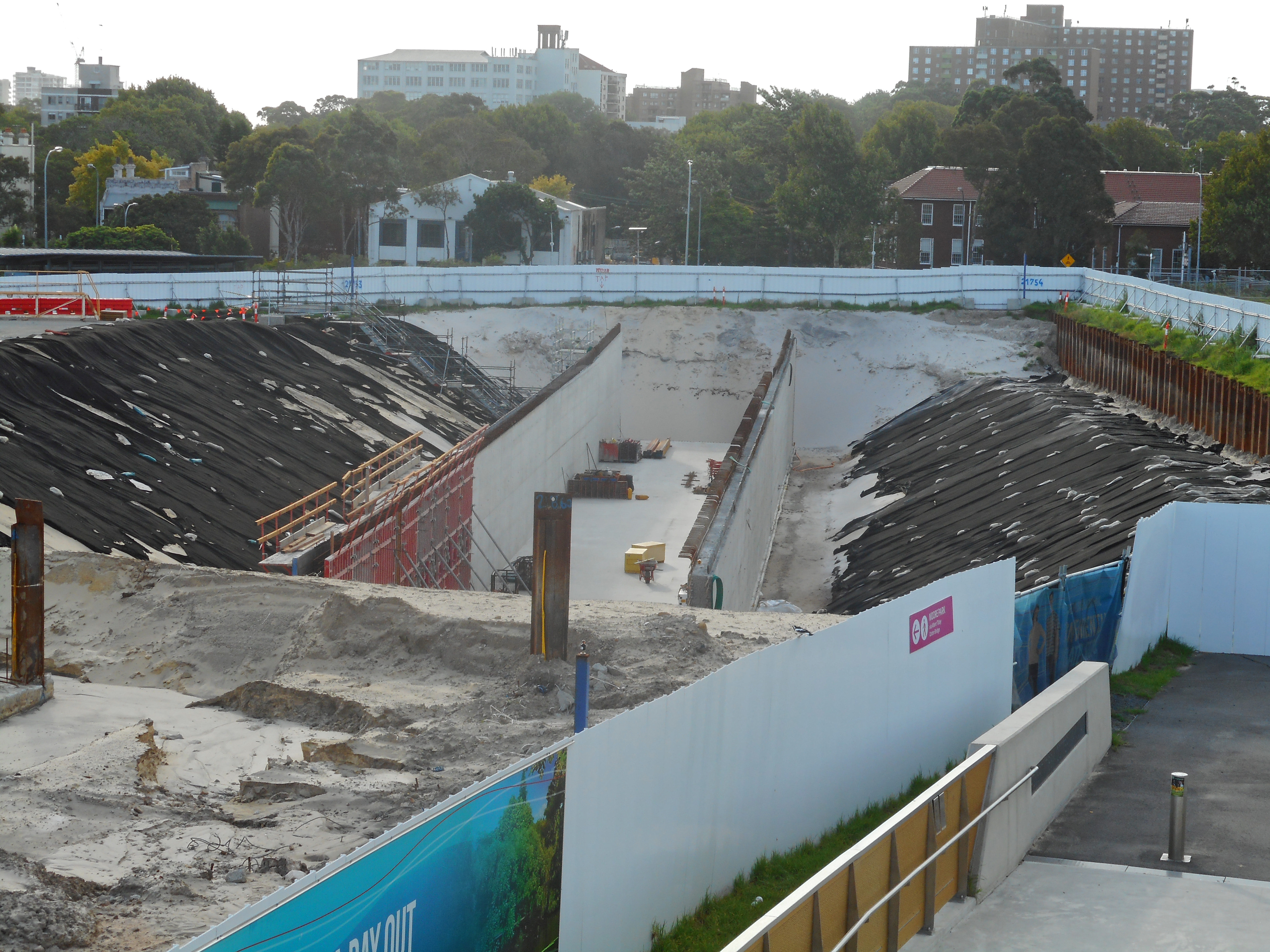
建設中のトンネル（2017年撮影）

### 運営事業者
CBD・アンド・サウスイースト・ライトレールの工事や運営にあたっては民間企業が主体となる官民パートナーシップ（PPP）が採用されており、入札を経て以下の複数の企業によって構成されたコンソーシアムの「アルトラック・ライトレール（ALTRAC Light Rail）」が事業を行っている。設立時の名称は「コネクティング・シドニー（Connecting Sydney）」であったが、契約獲得にあたって現在の名称への変更が行われている。
- トランスデヴ・シドニー（英語版）（Transdev Sydney）
- アルストム・トランスポート・オーストラリア（Alstom Transport Australia）
- アクシオナ・インフラストラクチャー・オーストラリア（Acciona Infrastructure Australia）
- カペッラ・キャピタル（Capella Capital）

## 運用

### 系統・運賃

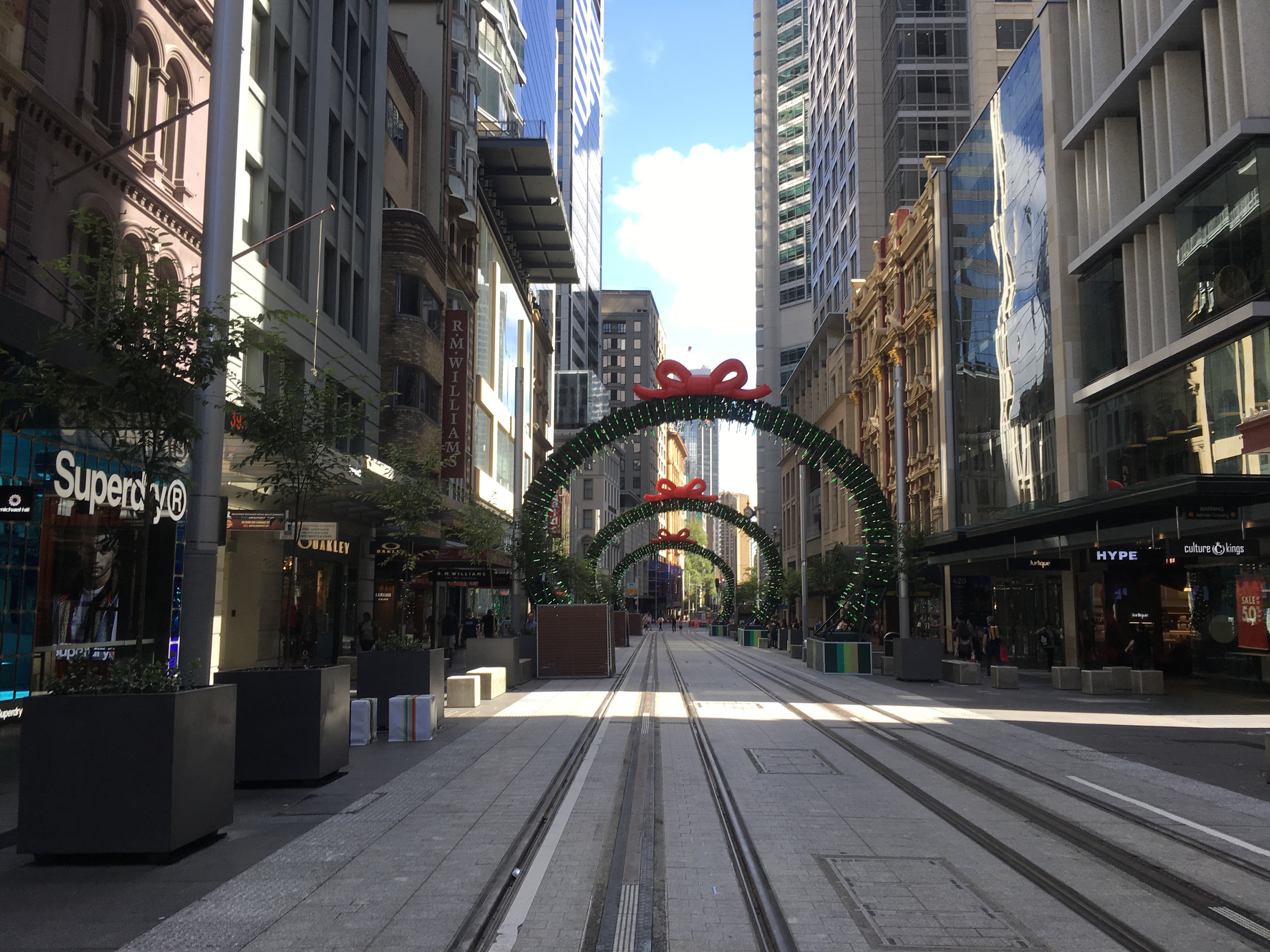
地表集電方式を採用したCBD内部の区間（2017年撮影）

2021年現在、CBD・アンド・サウスイースト・ラインは臨時系統である「LX号線（スペシャル・イベント線）」を含めて3つの系統が存在する。そのうちL2号線（ランドウィック線）はCBDと南東部のランドウィック、L3号線（キングスフォード線）はCBDと南部のキングスフォードを結ぶ。両系統とも運行時間は午前5時から翌日の午前1時で、運行間隔は最長でも15分、両系統が共に運行するムーアパーク（Moore Park） - サーキュラー・キー（Circular Quay）間では最短4分という高頻度運転が行われる。
路線は全線電化されているが、大半の区間は架線を用いパンタグラフを用いて集電を行う一方、CBDのサーキュラー・キー（Circular Quay）電停から市役所（Town Hall）電停までの2 kmについては地表集電方式（APS）と呼ばれる、線路の中央に給電用レールを設置し、車両の下部に設置された集電靴から集電を行う方式が用いられている。これにより、同区間における架線柱などの障害物の抑制や景観の保護が実現している他、車両が通過する際にのみ通電するため歩行者などが横断する際の安全も図られている。
ニューサウスウェールズ交通局が管轄する他の交通機関同様、CBD・アンド・サウスイースト・ラインの運賃の支払いには非接触式ICカードのオパールカードが用いられる。運賃は距離や時間帯に加えてオパールカードの種類によって変わり、クレジット機能を持つ登録制オパールカードは2.24 - 4.80ドル（大人運賃）となる一方、現金での利用の際に購入する非登録制オパールカードを購入する必要があり、運賃も2.9 - 6ドルと割高になる。これらは乗車前にカードリーダーで検札を済ませてから乗車し、降車時にもカードリーダーにタップする必要がある。

### 電停一覧
| 電停名            | 系統 | 系統 | 系統 | 接続交通機関                                                 | 備考・参考                                                               |
| 電停名            | L2   | L3   | LX   | 接続交通機関                                                 | 備考・参考                                                               |
| ----------------- | ---- | ---- | ---- | ------------------------------------------------------------ | ------------------------------------------------------------------------ |
| Circular Quay     | ○    | ○    |      | シドニー・トレインズ 路線バス フェリー                       | [ 19 ]                                                                   |
| Bridge Street     | ○    | ○    |      |                                                              | [ 20 ]                                                                   |
| Wynyard           | ○    | ○    |      | シドニー・トレインズ 路線バス                                | [ 21 ]                                                                   |
| QVB               | ○    | ○    |      | 路線バス                                                     | [ 22 ]                                                                   |
| Town Hall         | ○    | ○    |      | シドニー・トレインズ 路線バス                                | [ 23 ]                                                                   |
| Chinatown         | ○    | ○    |      |                                                              | インナーウエスト・ライトレールのCapitol Square電停との間は徒歩連絡が可能 |
| Haymarket         | ○    | ○    |      | 路線バス                                                     | [ 25 ]                                                                   |
| Central Chamlers  | ○    | ○    | ○    | シドニー・トレインズ 路線バス インナーウエスト・ライトレール | [ 26 ]                                                                   |
| Sunny Hills       | ○    | ○    | ○    |                                                              | [ 27 ]                                                                   |
| Moore Park        | ○    | ○    | ○    |                                                              | [ 28 ]                                                                   |
| Royal Randwick    | ○    |      |      |                                                              | [ 29 ]                                                                   |
| Wansey Road       | ○    |      |      |                                                              | [ 30 ]                                                                   |
| UNSW High Street  | ○    |      |      |                                                              | [ 31 ]                                                                   |
| Randwick          | ○    |      |      |                                                              | [ 32 ]                                                                   |
| ES Marks          |      | ○    |      |                                                              | [ 33 ]                                                                   |
| Kensington        |      | ○    |      |                                                              | [ 34 ]                                                                   |
| UNSW Anzac Parade |      | ○    |      |                                                              | [ 35 ]                                                                   |
| Kingsford         |      | ○    |      |                                                              | [ 36 ]                                                                   |
| Juniors Kingsford |      | ○    |      | 路線バス                                                     | [ 37 ]                                                                   |

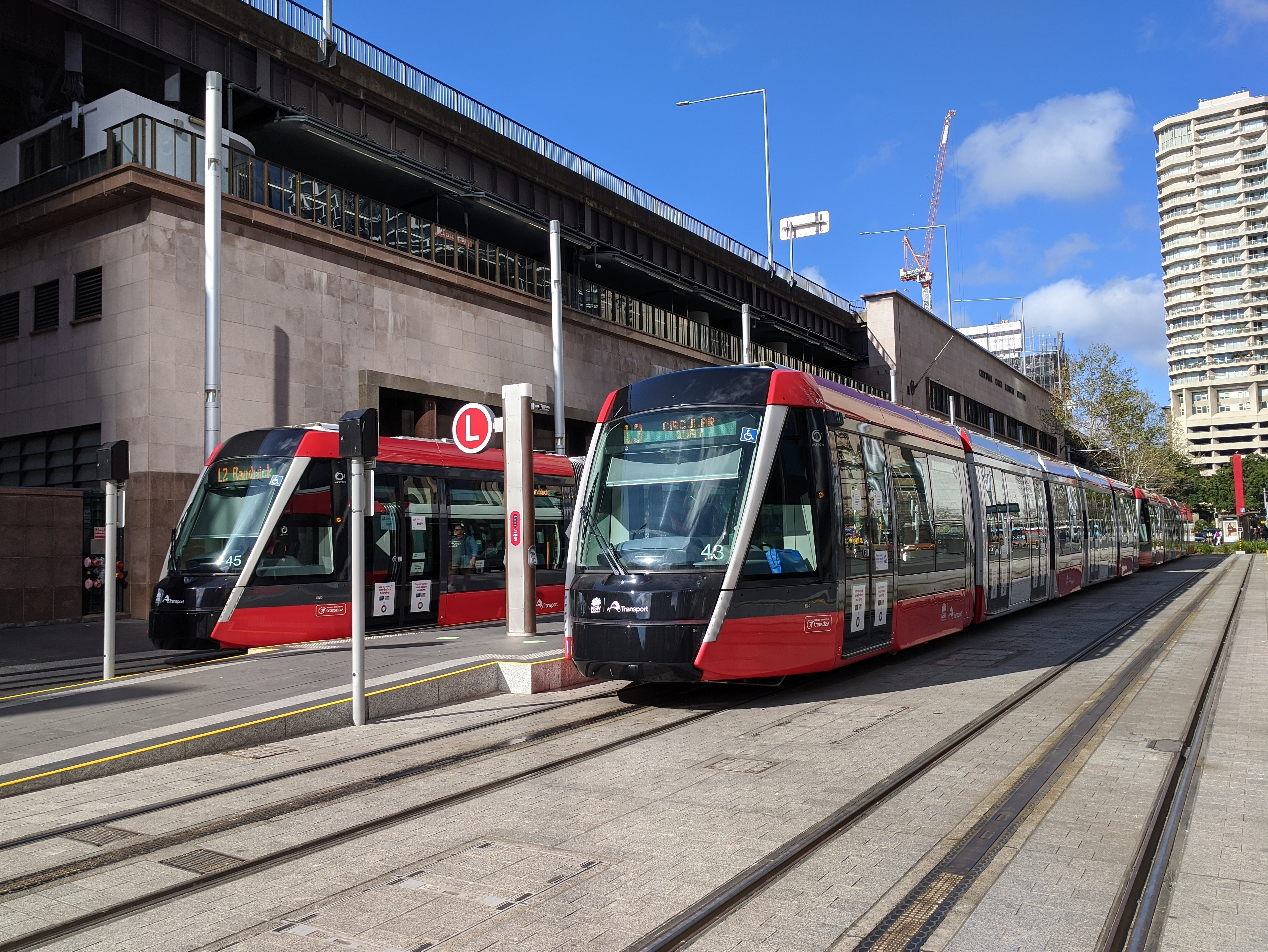
Circular Quay（2020年撮影）
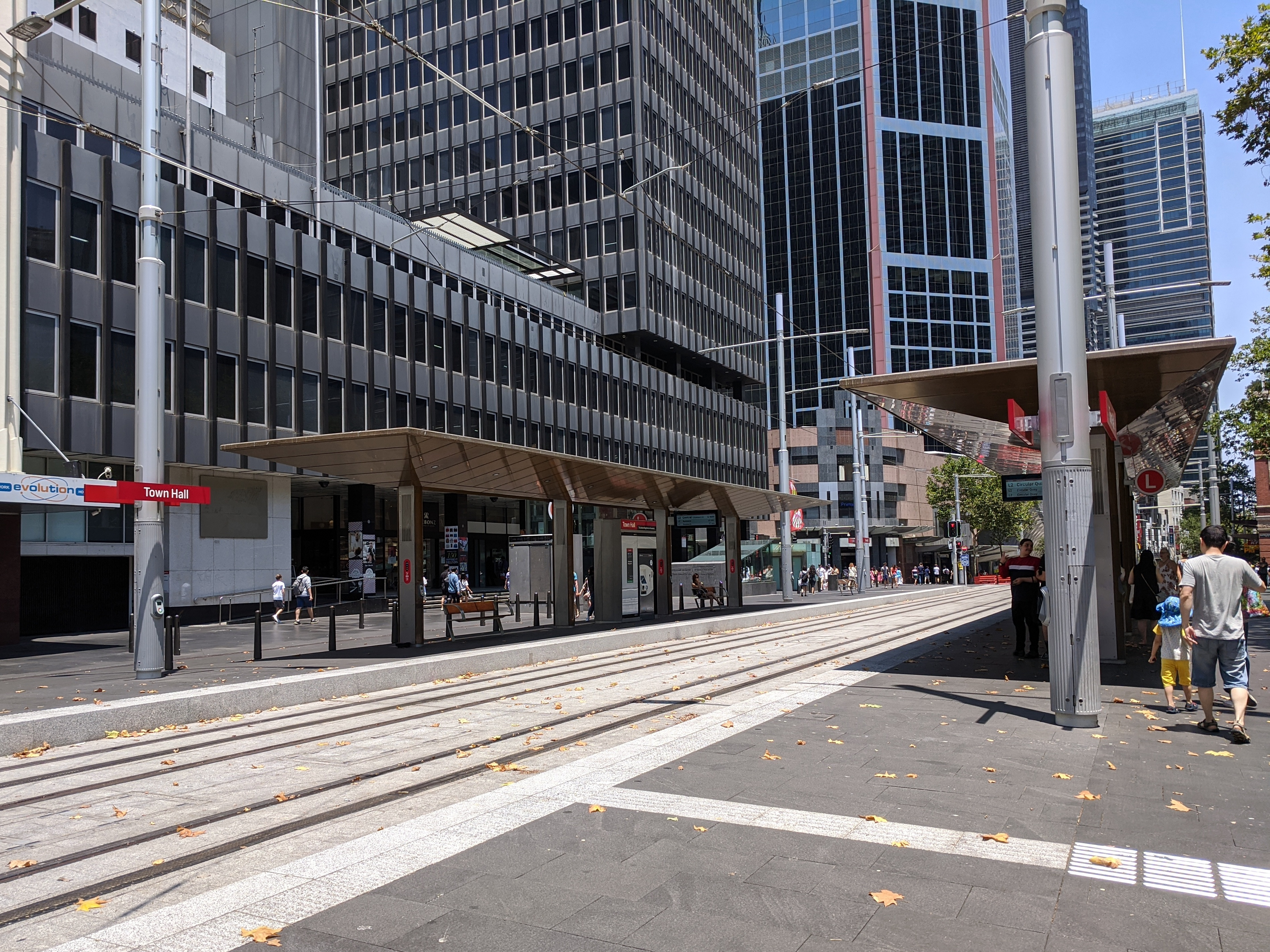
Town Hall（2019年撮影）
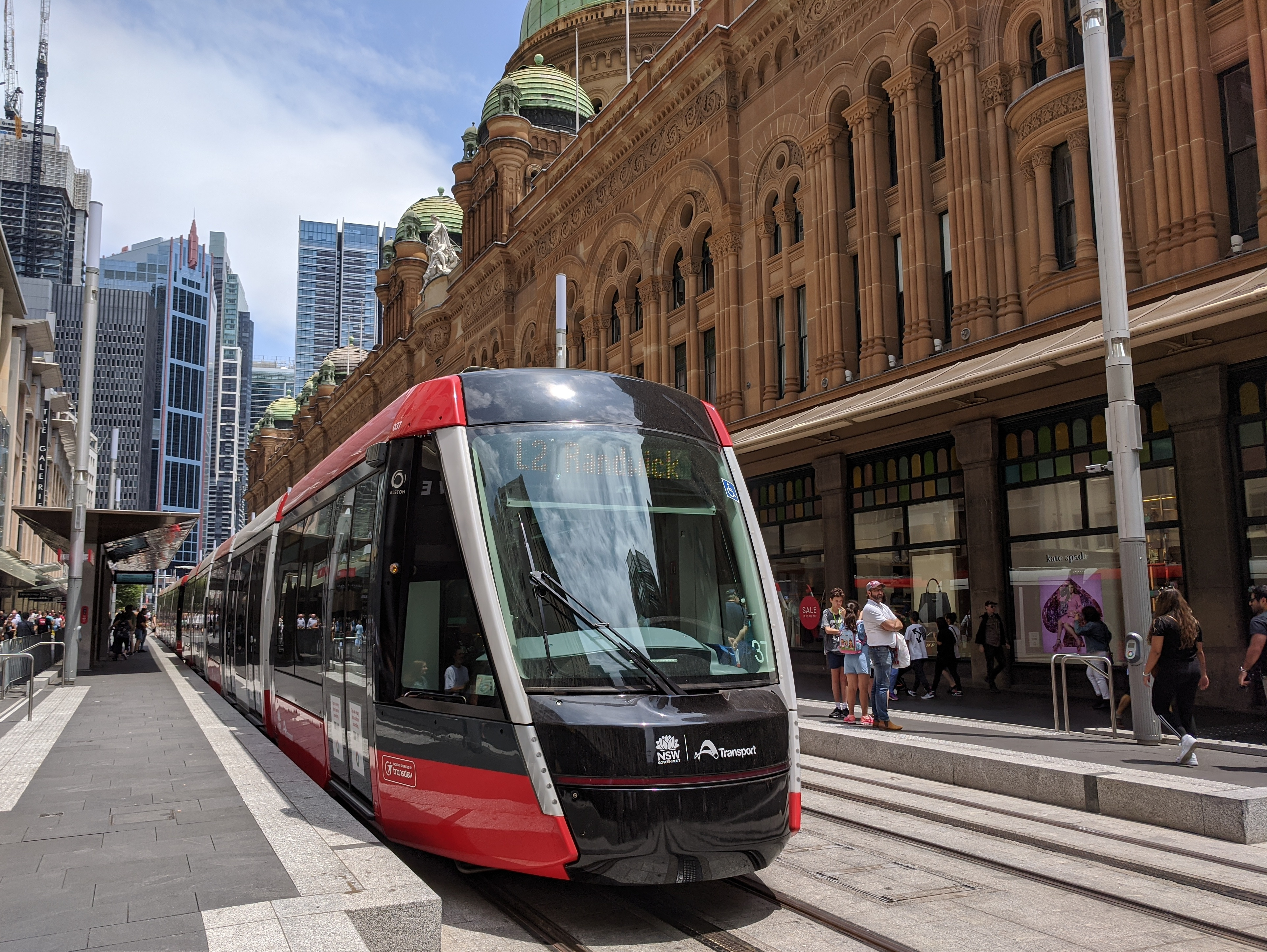
QVB（2020年撮影）
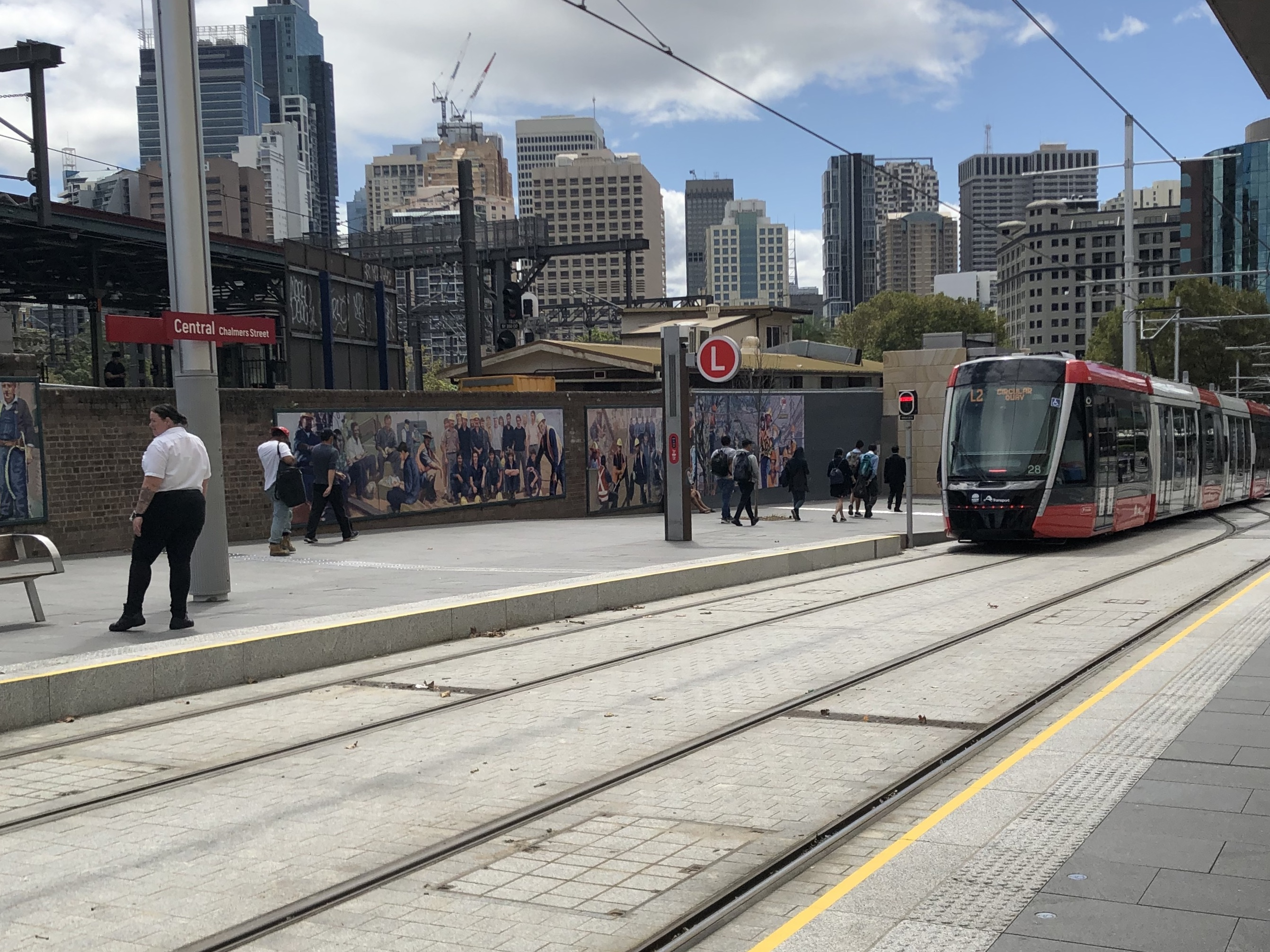
Central Chamlers（2020年撮影）

## 車両

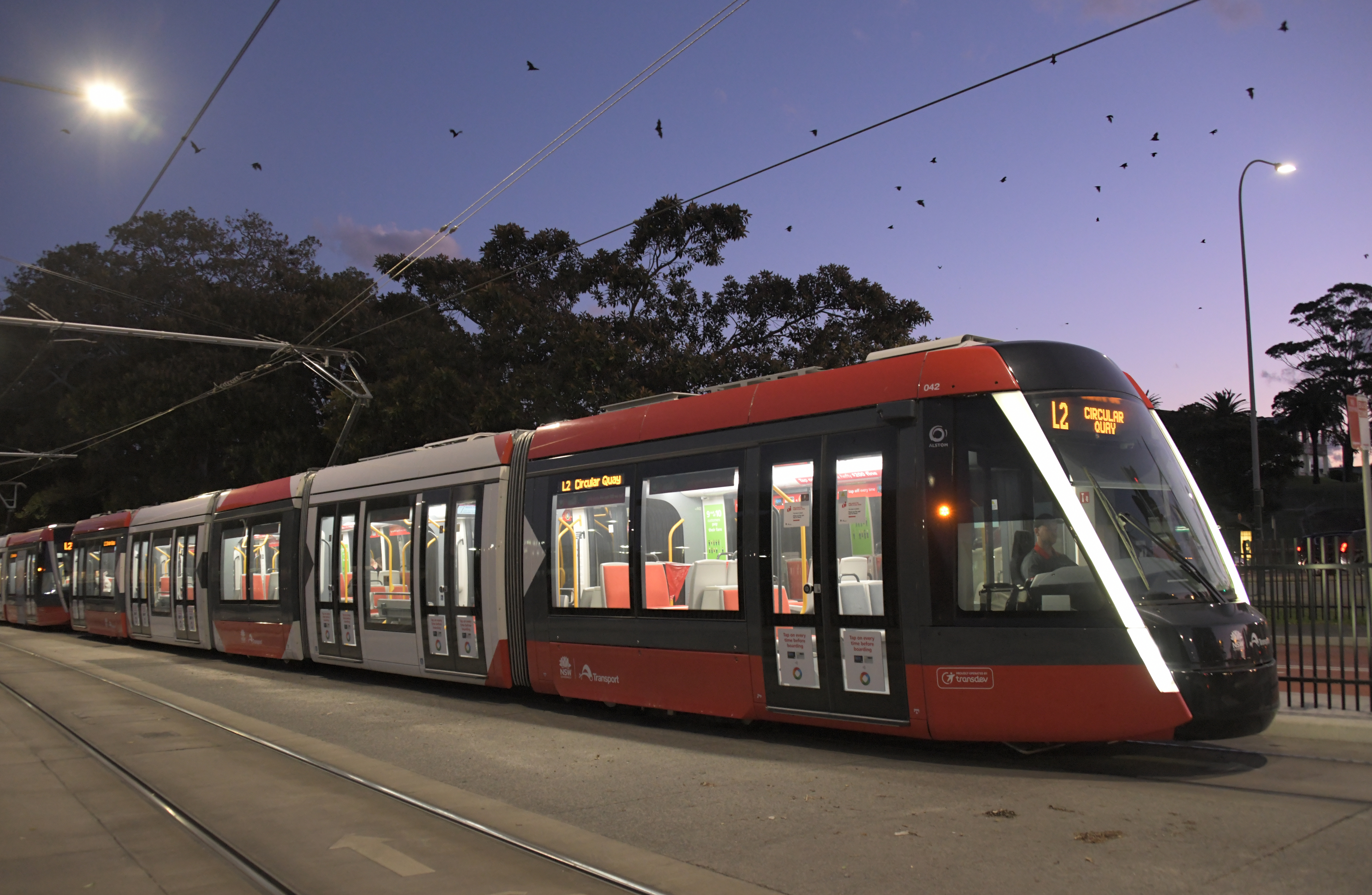
シタディスX05（2020年撮影）

CBD・アンド・サウスイースト・ライトレールで使用されているのは、コンソーシアム「アルトラック・ライトレール」の参加企業であるアルストムが展開する超低床電車のシタディスのうち、2021年時点における最新モデルの「シタディスX05」である。
両側面に扉を有する片運転台の5車体連接車を繋いだ2両編成での運用を前提としており、営業運転時の編成長は67 m、定員は450人にも及び、路線バス9台分に匹敵する輸送力を持つ。車内には車椅子やベビーカー等が設置可能なフリースペース、LEDを用いた車内照明など、エネルギー消費の削減やバリアフリーの向上などを目的とした最新設備が導入される一方、前述した地表集電方式「APS」に対応した機器や回生ブレーキも搭載されている。更にエネルギー効率の上昇に加え、最大98 %がリサイクル可能な部品で製造されている事など、環境にも配慮した設計にもなっているのが特徴である。
営業運転開始前の2017年から納入が開始され、2020年現在は60両（001 - 060、2両編成30本）が在籍する。

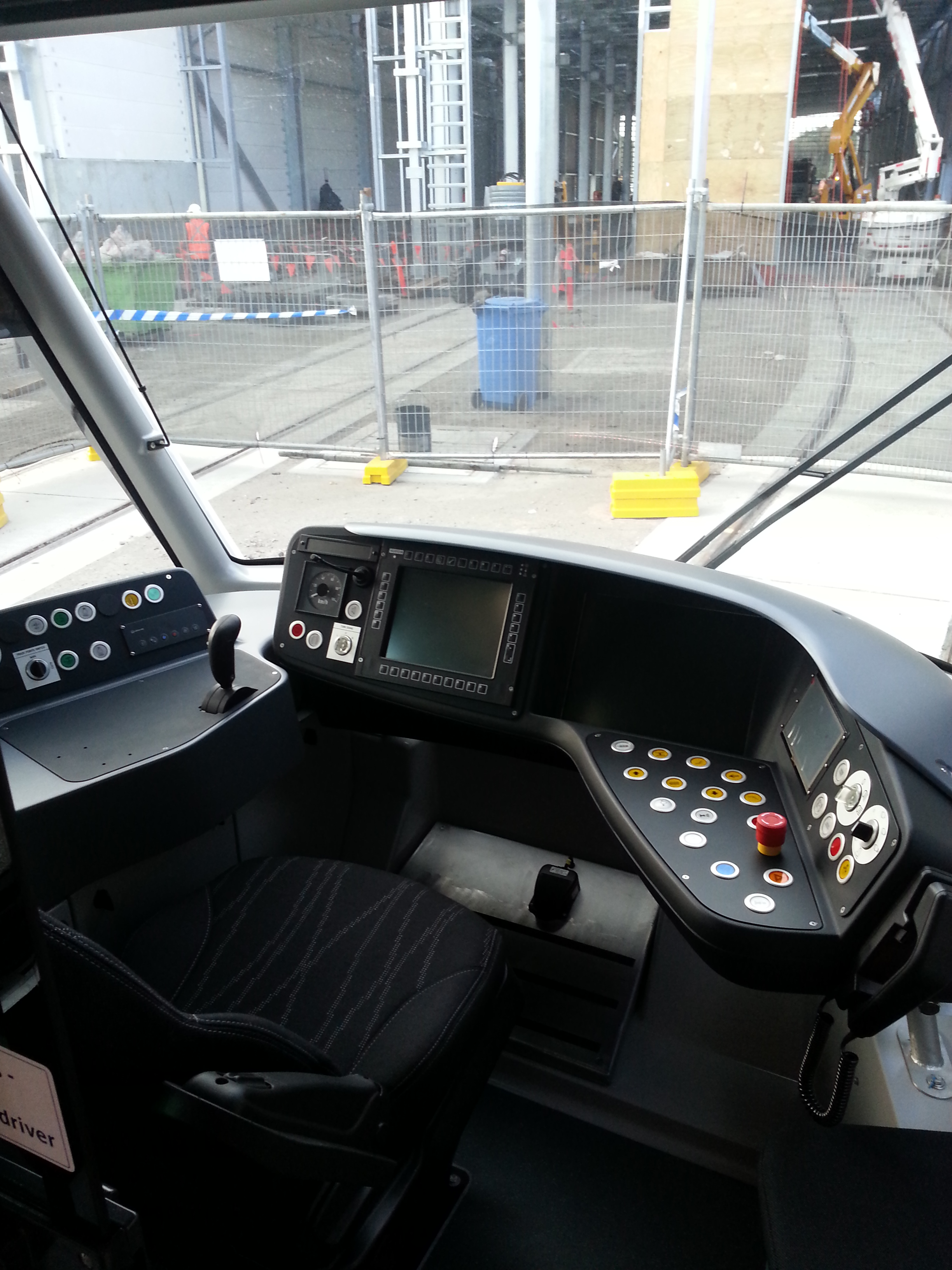
運転台
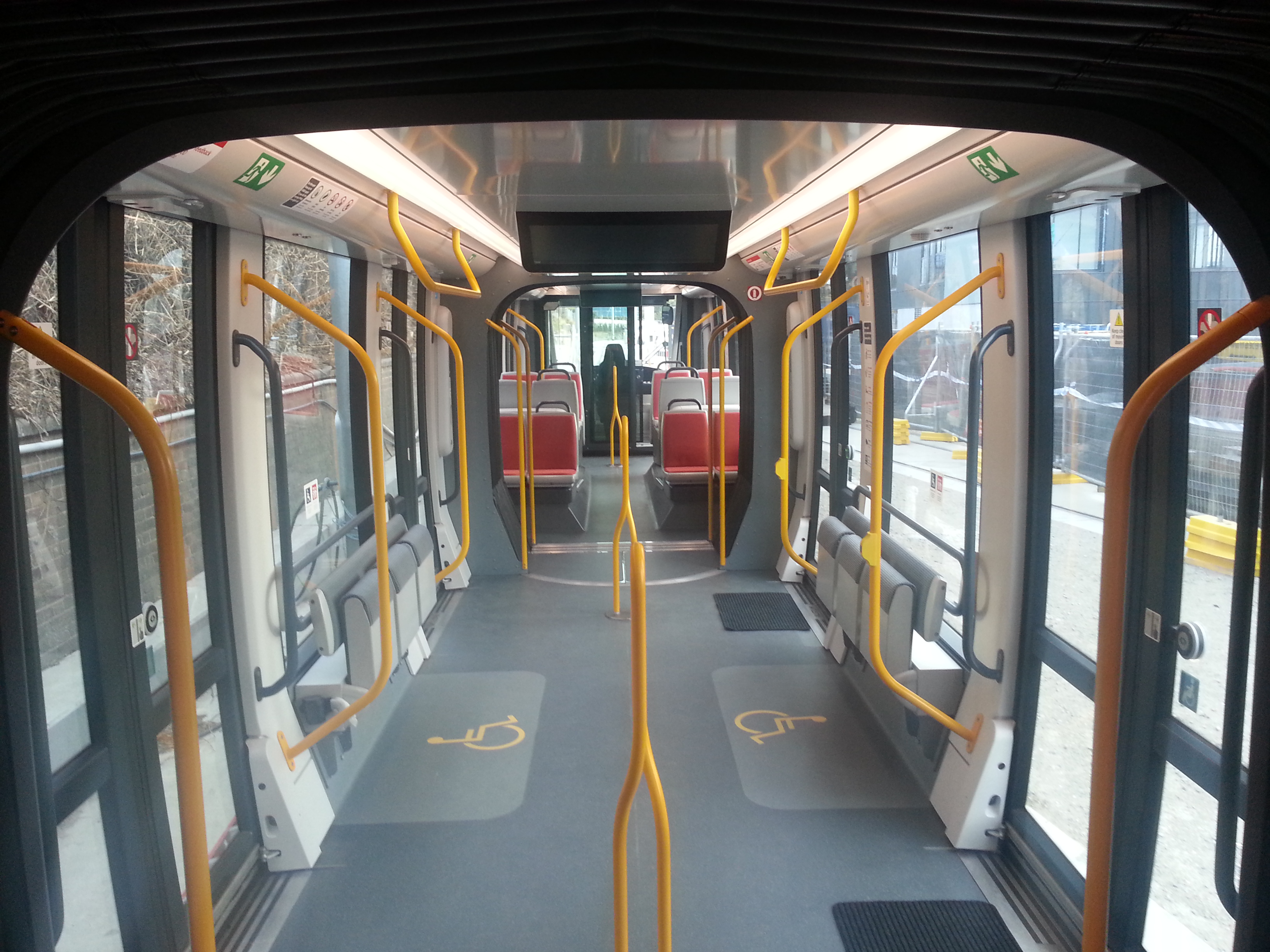
車内
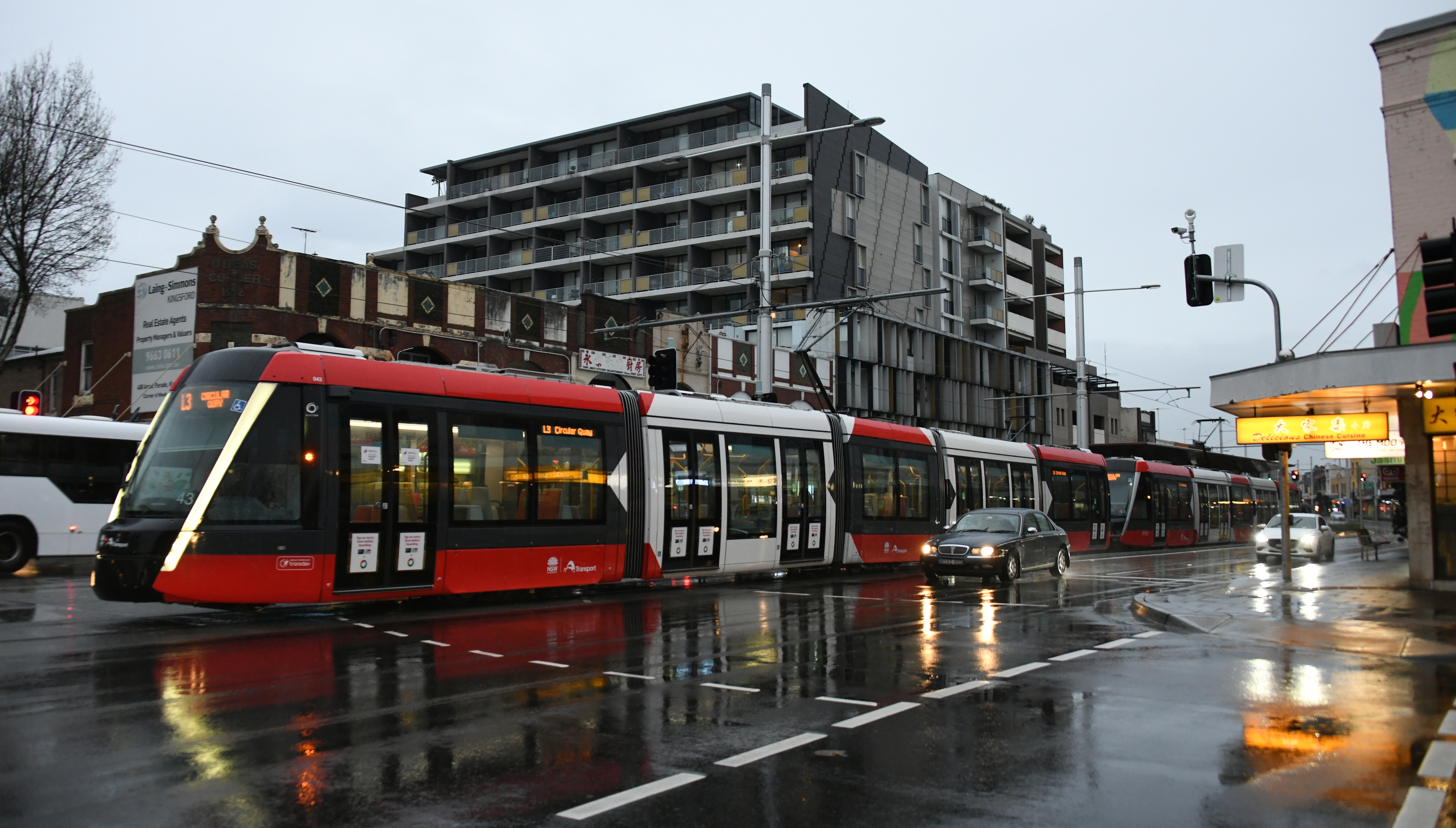
2両編成で運行するシタディス（2020年撮影）
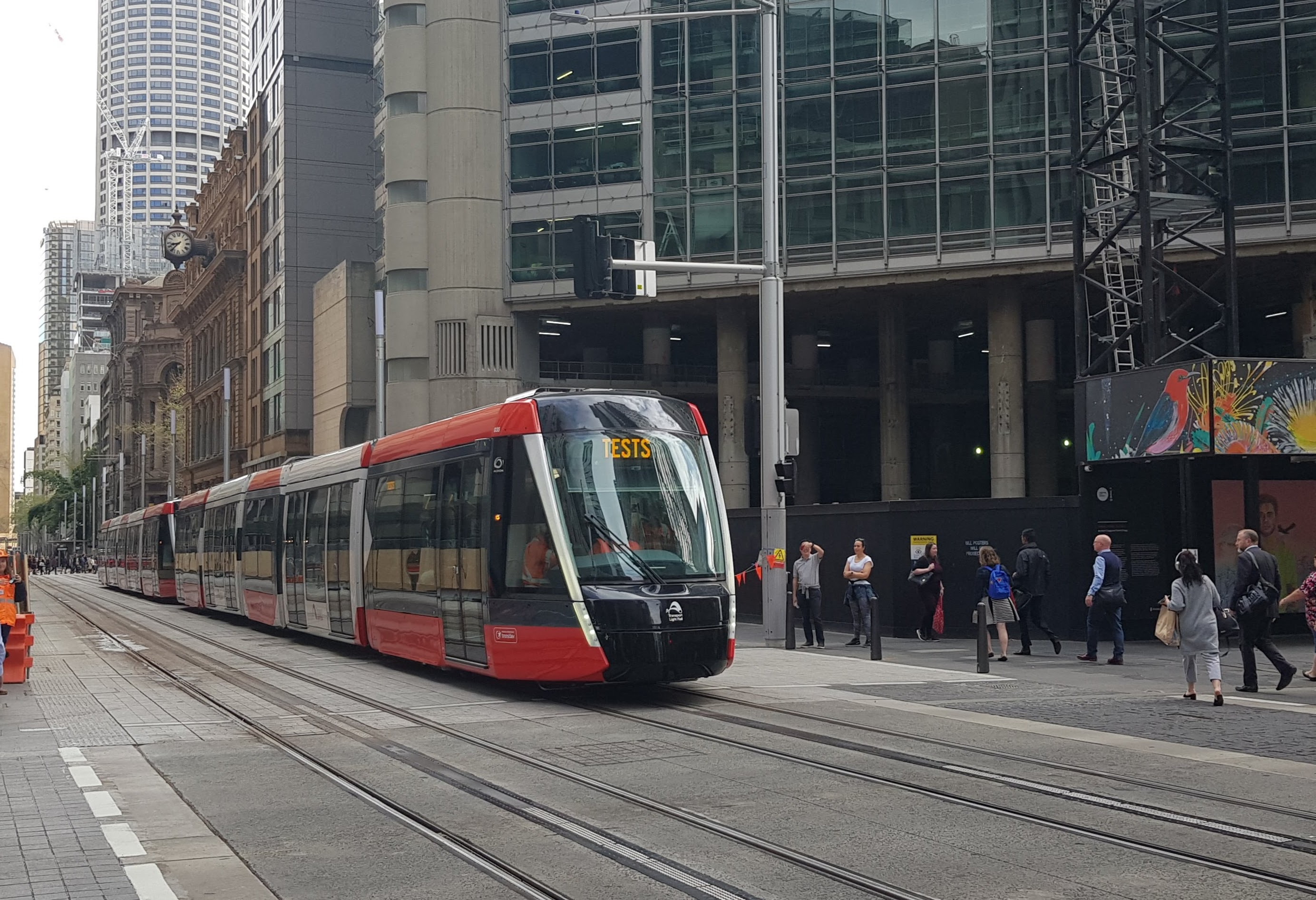
地表集電方式の区間はパンタグラフを下げて走行する（2019年撮影）

## 今後の予定
2014年時点で、ニューサウスウェールズ州交通局はCBD・アンド・サウスイースト・ライトレールについて、終点であるキングスフォード電停からマルブラ・ジャンクション（Maroubra Junction）、マラバル（Malabar）を経由しラ・ペルーズ（La Perouse）へ延伸する計画を発表している。これによりシドニー南部のアンザック・パレード地域における今後の輸送需要の増加への対処や道路の混雑解消が期待されている。